# Turupamba
Turupamba ist eine Ortschaft und eine Parroquia rural („ländliches Kirchspiel“) im Kanton Biblián der ecuadorianischen Provinz Cañar. Die Parroquia besitzt eine Fläche von 5,88 km². Die Einwohnerzahl lag im Jahr 2010 bei 1071. 

## Lage
Die Parroquia Turupamba liegt in den Anden südzentral in Ecuador. Das Areal liegt in Höhen zwischen 2620 m und 3240 m. Das Gebiet wird nach Osten zum Río Burgay entwässert. Der etwa 2940 m hoch gelegene Hauptort befindet sich knapp 2 km westsüdwestlich vom Kantonshauptort Biblián.
Die Parroquia Turupamba grenzt im Nordosten und im Osten an die Parroquia Biblián, im Süden und im Südwesten an die Parroquia Déleg (Kanton Déleg) sowie im Nordosten an die Parroquia Nazón.

## Geschichte
Die Parroquia Turupamba wurde am 23. April 1945 gegründet.